# کانشی (شهر)
کانشی (به لاتین: Kanshi) یک شهرک در جمهوری خلق چین است که در یانگدینگ واقع شده‌است.